# Гіллсбург-Роблін-Шелл-Рівер
Гіллсбург-Роблін-Шелл-Рівер (англ. Hillsburg-Roblin-Shell River) — муніципалітет в Канаді, у провінції Манітоба.

## Населення
За даними перепису 2016 року, муніципалітет нараховував 3214 жителів, показавши скорочення на 2,1%, порівняно з 2011-м роком. Середня густина населення становила 1,9 осіб/км².
З офіційних мов обидвома одночасно володіли 85 жителів, тільки англійською — 3 065. Усього 325 осіб вважали рідною мовою не одну з офіційних, з них 25 — одну з корінних мов, а 130 — українську.
Працездатне населення становило 59,4% усього населення, рівень безробіття — 6,6% (9,4% серед чоловіків та 3,9% серед жінок). 70,1% були найманими працівниками, 28,9% — самозайнятими.
Середній дохід на особу становив $38 035 (медіана $28 080), при цьому для чоловіків — $43 601, а для жінок $32 561 (медіани — $33 888 та $24 576 відповідно).
24,2% мешканців мали закінчену шкільну освіту, не мали закінченої шкільної освіти — 36,4%, 39,4% мали післяшкільну освіту, з яких 17% мали диплом бакалавра, або вищий.
| Статево-вікова структура населення | Статево-вікова структура населення | Статево-вікова структура населення | Статево-вікова структура населення | Статево-вікова структура населення |
| ---------------------------------- | ---------------------------------- | ---------------------------------- | ---------------------------------- | ---------------------------------- |
|                                    |                                    |                                    |                                    |                                    |
| Всього                             | Всього                             | 48,5%51,5%                         |                                    |                                    |
| 0 — 14 років                       | 0 — 14 років                       |                                    | 16,6%                              | 16,6%                              |
| 15 — 64 років                      | 15 — 64 років                      |                                    | 57,2%                              | 57,2%                              |
| 65 і більше                        | 65 і більше                        |                                    | 26,3%                              | 26,3%                              |
| 85 і більше                        | 85 і більше                        |                                    | 5,5%                               | 5,5%                               |
| Середній вік (років)               | Середній вік (років)               | 44,746,8                           | 45,8                               | 45,8                               |
| Медіана (років)                    | Медіана (років)                    | 48,250,3                           | 49,5                               | 49,5                               |
| — чоловіки — жінки                 |                                    |                                    |                                    |                                    |

| Походження мешканців:     | Походження мешканців:     | Походження мешканців: | Походження мешканців: | Походження мешканців: |
| ------------------------- | ------------------------- | --------------------- | --------------------- | --------------------- |
| Походження                |                           |                       | осіб                  | %                     |
| Корінні американці        | Корінні американці        |                       | 725                   | 23.09%                |
| Інше північноамериканське | Інше північноамериканське |                       | 745                   | 23.73%                |
| Європейське               | Європейське               |                       | 2 485                 | 79.14%                |
| британське                | британське                |                       | 1 320                 | 42.04%                |
| французьке                | французьке                |                       | 395                   | 12.58%                |
| українське                | українське                |                       | 820                   | 26.11%                |
| Карибське                 | Карибське                 |                       | 10                    | 0.32%                 |

| Зайнятість населення за галузями (за класифікацією NOC): | Зайнятість населення за галузями (за класифікацією NOC): | Зайнятість населення за галузями (за класифікацією NOC): | Зайнятість населення за галузями (за класифікацією NOC): | Зайнятість населення за галузями (за класифікацією NOC): |
| -------------------------------------------------------- | -------------------------------------------------------- | -------------------------------------------------------- | -------------------------------------------------------- | -------------------------------------------------------- |
|                                                          |                                                          |                                                          |                                                          |                                                          |
| Управління                                               | Управління                                               |                                                          | 22,1%                                                    | 22,1%                                                    |
| Бізнес, фінанси та адміністрування                       | Бізнес, фінанси та адміністрування                       |                                                          | 10,1%                                                    | 10,1%                                                    |
| Природничі та прикладні науки                            | Природничі та прикладні науки                            |                                                          | 2,7%                                                     | 2,7%                                                     |
| Охорона здоров'я                                         | Охорона здоров'я                                         |                                                          | 7%                                                       | 7%                                                       |
| Освіта, правозахист, муніципальні та урядові служби      | Освіта, правозахист, муніципальні та урядові служби      |                                                          | 9,1%                                                     | 9,1%                                                     |
| Мистецтво, культура, відпочинок та спорт                 | Мистецтво, культура, відпочинок та спорт                 |                                                          | 0,7%                                                     | 0,7%                                                     |
| Роздрібна торгівля та послуги                            | Роздрібна торгівля та послуги                            |                                                          | 20,5%                                                    | 20,5%                                                    |
| Гуртова торгівля, транспорт та обладнання                | Гуртова торгівля, транспорт та обладнання                |                                                          | 15,4%                                                    | 15,4%                                                    |
| Природні ресурси, сільське господарство                  | Природні ресурси, сільське господарство                  |                                                          | 10,4%                                                    | 10,4%                                                    |
| Виробництво                                              | Виробництво                                              |                                                          | 1,7%                                                     | 1,7%                                                     |

## Населені пункти
До складу муніципалітету входить індіанська резервація Веллі-Рівер 63A, а також хутори, інші малі населені пункти та розосереджені поселення.

## Клімат
Середня річна температура становить 0,7°C, середня максимальна – 21,8°C, а середня мінімальна – -26,1°C. Середня річна кількість опадів – 500 мм.
| Клімат поселення                              | Клімат поселення | Клімат поселення | Клімат поселення | Клімат поселення | Клімат поселення | Клімат поселення | Клімат поселення | Клімат поселення | Клімат поселення | Клімат поселення | Клімат поселення | Клімат поселення | Клімат поселення |
| Показник                                      | Січ.             | Лют.             | Бер.             | Квіт.            | Трав.            | Черв.            | Лип.             | Серп.            | Вер.             | Жовт.            | Лист.            | Груд.            |                  |
| Середній максимум, °C                         | −12,9            | −9,1             | −2,01            | 8,30             | 16,49            | 21,76            | 21,56            | 20,72            | 14,80            | 7,84             | −2,14            | −11,4            |                  |
| Середня температура, °C                       | −19,51           | −15,71           | −8,62            | 1,69             | 9,88             | 15,15            | 17,26            | 16,42            | 10,50            | 3,54             | −6,44            | −15,7            |                  |
| Середній мінімум, °C                          | −26,13           | −22,33           | −15,23           | −4,92            | 3,28             | 8,54             | 12,96            | 12,12            | 6,20             | −0,76            | −10,74           | −20              |                  |
| Норма опадів, мм                              | 21               | 15               | 21               | 24               | 57               | 92               | 76               | 72               | 48               | 27               | 21               | 26               |                  |
| Середньомісячна швидкість вітру, м/с          | 3.80             | 3.80             | 3.90             | 4.10             | 4.30             | 3.90             | 3.40             | 3.50             | 3.90             | 4.07             | 3.90             | 3.80             |                  |
| Середньомісячна сонячна радіація, кДж/м²·день | 3779             | 7096             | 12536            | 17189            | 20340            | 21500            | 21924            | 18346            | 12599            | 7504             | 3962             | 2909             |                  |
| --------------------------------------------- | ---------------- | ---------------- | ---------------- | ---------------- | ---------------- | ---------------- | ---------------- | ---------------- | ---------------- | ---------------- | ---------------- | ---------------- | ---------------- |
| Джерело:                                      |                  |                  |                  |                  |                  |                  |                  |                  |                  |                  |                  |                  |                  |